# Цивильный лист
Цивильный лист —  часть государственного бюджета в монархиях, которая предоставляется в личное распоряжение монарха, для потребностей его и его дома. В республиках место цивильного листа занимает содержание президента республики.

## Цивильный лист и тип монархии
Цивильный лист может появиться лишь тогда, когда личные расходы монарха начинают отделяться от общих государственных расходов и определяться по точным и постоянным нормам; следовательно, цивильный лист в точном смысле этого слова возможен лишь в конституционных монархиях. В неограниченных монархиях этот термин может быть употребляем только по аналогии. В эпоху просвещённого абсолютизма им желали оттенить закономерность в пользовании государственными средствами, в Церковной области он сохранился до конца её существования.

## История понятия
Цивильный лист — то есть доходы монарха как такового, составляющие статью в государственном бюджете, — отличается от доходов монарха или членов его семьи, получаемых с имущества, которым они владеют, как частные лица (в Риме fiscus, или Cæsaris fiscus, bonum scatullae, позже — уделы, королевские или коронные домены, кабинетские имущества, Schatullgut, Kabinetsgut, apanages). Впервые цивильный лист появился в Англии, во времена Вильгельма III, когда этим именем стали обозначать ту часть (приблизительно половину) бюджета, которая ассигновалась парламентом в бесконтрольное распоряжение короля, но в которую тогда входили, кроме расходов двора, и расходы на всё гражданское управление. Постепенно расходы на гражданское управление отпадали, и в начале царствования королевы Виктории был установлен цивильный лист в 385 000 фунтов стерлингов исключительно на расходы двора и связанные с ним; позднее он был поднят до 407 774 фунтов стерлингов, а при Эдуарде VII назначен в размере 409 452 фунтов стерлингов. В счёт цивильного листа не входят некоторые ассигнования со специальным назначением, имеющие иногда характер временный (при выдаче замуж дочерей, при бракосочетании сыновей и самих королей и т. д.), иногда — длительный. Из Англии термин «цивильный лист» перешёл в эпоху просвещённого абсолютизма в некоторые неограниченные монархии, где он скоро вышел из употребления, и затем, в XIX веке, — в конституционные монархии, где получил значительное развитие и вошёл в тексты многих конституций.

## Состав цивильного листа
По общему правилу, в состав цивильного листа входят:
- личные расходы монарха,
- расходы на двор (но не на канцелярию, штаты которой устанавливаются особо),
- расходы на поощрение искусства (театры, картинные галереи и т. д.),
- расходы на благотворительность.

Экстраординарные расходы главы государства (поездки и пр.) обыкновенно покрываются особенными ассигнованиями; точно так же на содержание двора супруги монарха и наследника престола во многих странах ассигнуются особые дотации (dotations de la couronne), тогда как в других государствах расходы на него предполагаются включенными в цивильный лист. В большинстве государств цивильный лист определяется парламентом в начале царствования каждого государя на всё время его правления. Допускается изменение его по соглашению короны и парламента, к чему прибегают крайне редко, предпочитая изменять цивильный лист косвенным образом, кредитами на специальные цели. Реже цивильный лист назначается на определённый (10-летний) срок, ещё реже — на срок неопределённый, то есть с сохранением права парламента и короны изменить размеры цивильного листа в каждый данный момент.

## Размеры цивильного листа в разных странах
В Великобритании цивильный лист в 2003 году составил примерно 9,9 млн фунтов стерлингов.
В Швеции размер цивильного листа каждый год определяет риксдаг.
Во Франции цивильный лист в размере 25 млн франков был установлен впервые Учредительным собранием в 1791 году, причём король был лишён других своих доходов. Цивильный лист был отменён законодательным собранием в 1792 году, но восстановлен в том же размере с установлением империи в 1804 году, причём, Наполеон фактически значительно увеличил его посредством специальных фондов и безотчётно употребляемых доходов от военных реквизиций. Во время реставрации королевской власти цивильный лист равнялся той же сумме, при Луи-Филиппе (обладавшем значительным личным имуществом) понижен до 12 млн, при Второй республике уничтожен и восстановлен при Наполеоне III в прежнем размере 25 млн; окончательно отменён после падения империи 6 сентября 1870 года.
В Германской империи не было цивильного листа; германский император довольствовался теми доходами, которые он получал в качестве прусского короля (с 1889 года — 15 млн марок).
В Австро-Венгрии цивильный лист, назначаемый на 10-летний срок, в 1870 году был определён в 4 650 000 гульденов для каждого из двух государств всей монархии (Австрии и Венгрии); эта же норма была сохранена и для следующих периодов 1880—89, 1890—99 и 1900—09 годов.
В Италии цивильный лист на начало XX века составлял 15 050 000 лир, в Испании — 7 млн песет (кроме того, уделы = 2,5 млн песет).

## Отмена цивильного листа в Великобритании
В Великобритании долгое время цивильный лист устанавливался единовременно на весь срок правления монарха. По закону 1972 года предполагался пересмотр раз в десятилетие (в сторону увеличения).  Наконец, в 2011 году был принят «Акт о королевском гранте», который отменил цивильный лист. Вместо него с 2012 года введен ежегодно утверждаемый королевский грант. (см. статью Собственность Короны)